# Pachasura stellata
Pachasura stellata är en fjärilsart som beskrevs av Paul Dognin 1923. Pachasura stellata ingår i släktet Pachasura och familjen björnspinnare. Inga underarter finns listade i Catalogue of Life.